# أندرو بنسون
أندرو بنسون (بالإنجليزية: Andrew Benson) هو أحيائي أمريكي، ولد في 24 سبتمبر 1917 في موديستو في الولايات المتحدة، وتوفي في 16 يناير 2015 في لاهويا في الولايات المتحدة.